# Лејки (Тексас)
Лејки (енгл. Leakey) град је у америчкој савезној држави Тексас. По попису становништва из 2010. у њему је живело 425 становника.

## Демографија
Према попису становништва из 2010. у граду је живело 425 становника, што је 38 (9,8%) становника више него 2000. године.
| Група             | 2000.       | 2010.       |
| Белци             | 294 (76,0%) | 297 (69,9%) |
| Афроамериканци    | 2 (0,5%)    | 2 (0,5%)    |
| Азијати           | 0 (0,0%)    | 0 (0,0%)    |
| Хиспаноамериканци | 88 (22,7%)  | 112 (26,4%) |
| Укупно            | 387         | 425         |